# Fujitsu
Fujitsu Limited (富士通株式会社 Fujitsū Kabushiki-gaisha) er et japansk multinationalt computerhardware- og IT-servicefirma, med hovedkvater i Shiodome City Center bygningen i Minato, Tokyo.. Fujitsus centrale fokus er, at give IT-drevne forretningsløsninger, men firmaet og dets datterselskaber tilbyder også en række produkter og services indefor hjemmecomputere, telekommunikation og avanceret mikroelektronik.

## Dansk afdeling
Fujitsu er én af de førende IT-leverandører, lokalt som globalt, og har gennem årene leveret en lang række IT-løsninger, produkter og services til både store og små virksomheder. Historisk set har især det offentlige Danmark været en væsentlig samarbejdspartner og aftager af Fujitsus løsninger og services.
Fujitsu har siden 2000 vundet stort indpas i den private sektor, hvor applikations- og infrastrukturoutsorcing samt konsulentydelser er store fokusområdet.
På verdensplan har Fujitsu 170.000 medarbejdere og omsætter for ca. 300 mia. om året.
I april 2009 blev Fujitsu Technology Solutions (tidl. kendt som Fujitsu-Siemens) en del af Fujitsu-koncernen og fungerer nu som et samlet globalt brand.